# Antonio Brancuti
Antonio Brancuti (Cagli, 9 novembre 1825 – Cagli, 9 marzo 1895) è stato un patriota italiano.

## Biografia
Antonio Brancuti nacque a Cagli il 9 novembre 1825 e fu cresciuto, a seguito della perdita in tenera età della madre, dalla zia materna Elisabetta Druda Mavarelli. 
Nel periodo della cosiddetta "Primavera dei Popoli", a 23 anni prende parte quale sergente foriere dei volontari cagliesi alla campagna di Vicenza, Cornuda e Venezia (1848).
Nel rapporto del colonnello Gallieno dato in Forlì il 15 luglio 1848 al Ministro della Guerra è segnalato per essersi distinto insieme al Capitano Filippo conte Marcelli, e ai militi cagliesi Antonio Alfonsi, Domenico Ferri, Giuseppe Orlandi e Vincenzo Simoncini.

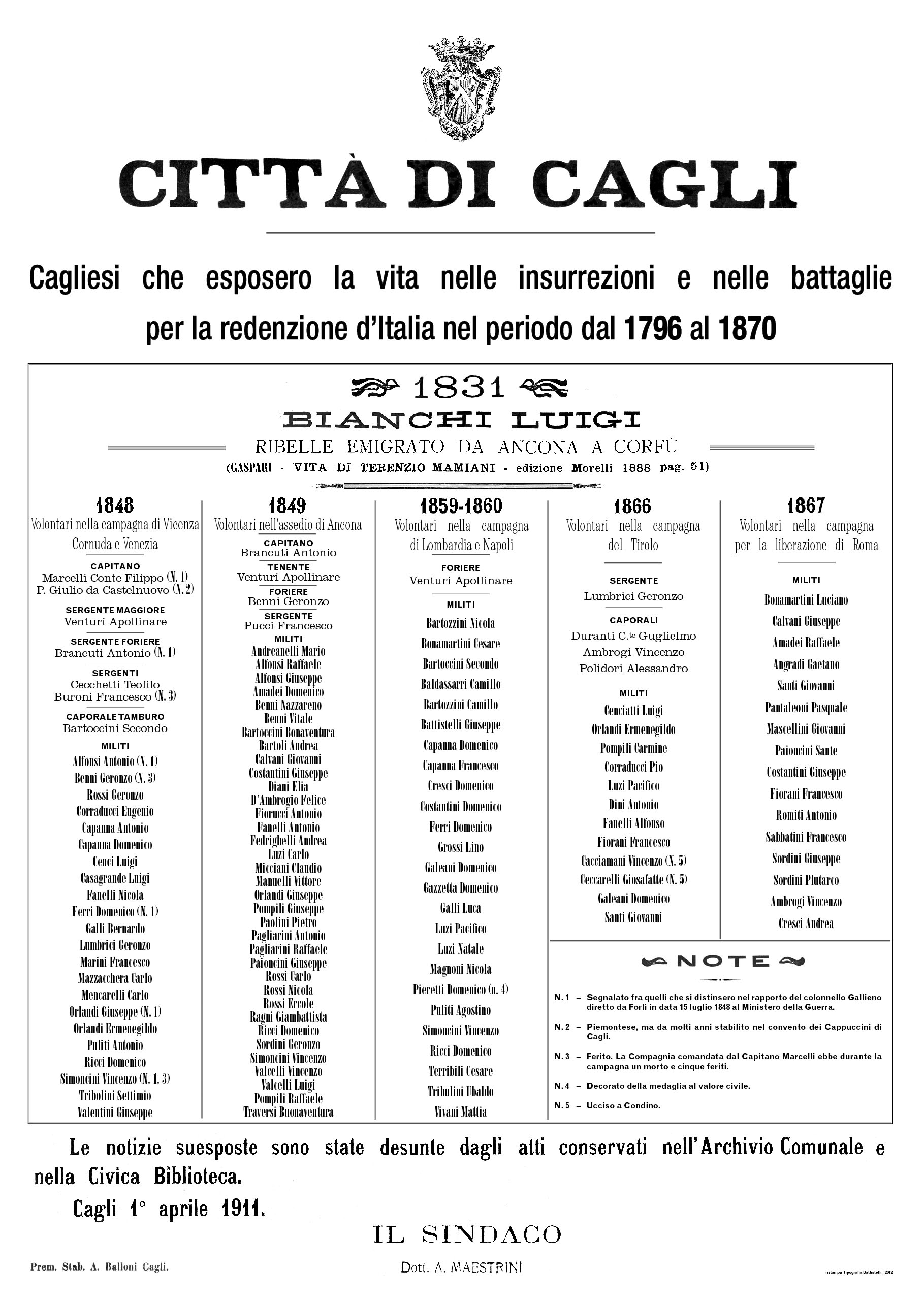
Cagliesi che esposero la vita nelle insurrezioni e nelle battaglie per la redenzione d'Italia nel periodo dal 1796 al 1870 - Cagli 1911

Fu poi Capitano nel 1849 dei volontari cagliesi contro l'assedio di Ancona. Con tale grado, poi confermato dal Regio Governo, fu, quale veterano, componente della Guardia d'onore alla tomba di Vittorio Emanuele II, primo Re d'Italia. 
Laureatosi a Perugia, aveva promosso in Cagli con Giuseppe Mochi la costituzione del Gabinetto di Lettura (di straordinaria modernità sotto il profilo sociale) trasformato il 20 gennaio 1849 nel Circolo Popolare di Cagli del quale fu Presidente: sodalizio che ebbe grande ascendente sulle scelte politiche del Comune di Cagli. Si era distinto in particolare per il suo coraggio nella sanguinosa battaglia di Vicenza. Combatté anche a Padova. Tornato a Cagli dopo l'armistizio di Salasco si schierò per l'Assemblea Costituente Romana. 
Nel 1849 fu nominato tenente colonnello del Battaglione Nazionale del circondario di Cagli. 
Svanito il sogno repubblicano subì i rigori e le persecuzioni dell'avverso Governo pontificio. 
Il 17 marzo 1861 fu fino al 1867 il primo Sindaco della Giunta Comunale di Cagli dell'Italia Unita. Mantenne l'ufficio di componente della Giunta fino a pochi anni prima della morte ricoprendo ad intervalli nuovamente anche l'incarico di Sindaco. 
Fu sempre Consigliere provinciale, stimatissimo per le questioni contabili e amministrative. 
Dal Regio Governo fu insignito per il suo patriottismo dell'onorificenza di Cavaliere dell'Ordine dei Santi Maurizio e Lazzaro, per tale motivo era dal popolo chiamato semplicemente Cavaliere. 
Consigliere della Società dei Reduci, fu socio fondatore della Cassa di Risparmio di Cagli (della quale ricoprì l'incarico di Presidente e di Vice Presidente nonché di Consigliere in perpetuo) e fu promotore e consigliere della Società Operaia di Mutuo Soccorso. 
Membro della locale Congregazione di Carità (poi IRAB e oggi ASP) seguì in particolare l'amministrazione dell'Ospedale visitando peraltro quotidianamente gli ammalati, e facendo un cospicuo lascito post mortem. 
Si distinse per l'amministrazione del Prestito per l'Acquedotto. Fu
Delegato scolastico mandamentale e componente della Commissione ferroviaria.

Fontana con stemma della famiglia Brancuti in Palazzo Brancuti a Cagli

Patriota intemerato nelle guerre d'indipendenza, cittadino esemplare e amministratore della cosa pubblica dall'altissimo senso del dovere e delle istituzioni.
In chiusura del suo discorso nel giorno delle esequie il Pro Sindaco di Cagli Guglielmo Mochi affermava "ti allieti il pensiero, che la virtù qualche volta è premiata anche su questa terra, e che Cagli ti additerà ai tuoi nepoti e ai suoi figli, quale esempio di civili virtù, e ti annovererà fra i suoi più cari e benemeriti cittadini".
Con la morte di Antonio Brancuti si estingue una delle antiche e nobili famiglie del patriziato cagliese originaria di Rimini

Palazzo Brancuti (primo piano sulla sin.) in Cagli su Via Leopardi - anno 1923

Piazza del Teatro con Palazzo Brancuti sullo sfondo - Cagli, 1934

Palazzo Brancuti prospetta con la facciata principale lungo Via Giuoco del Pallone (ossia la via dove si disputava il gioco del pallone col bracciale) oggi denominata Via Leopardi (l'intestazione fu così modificata nel 1898 in occasione del primo centenario della nascita del poeta Giacomo Leopardi).
Il Palazzo era contornato da un giardino distrutto negli anni della ricostruzione che fa seguito alla seconda guerra mondiale.
Giulia, la figlia di Antonio Brancuti e Adelaide Felici Giunchi, sposò Onesto Mochi da cui il figlio Lorenzo Mochi che prese in moglie Maria Brunori di Corinaldo.
Lorenzo Mochi nel 1926 (con atto rogato dal notaio Marini il 13 novembre 1926) acquistava una parte rilevante di Palazzo Felici in Cagli dove (per successione ereditaria del 3 marzo 1929) subentrava il figlio di Lorenzo: Massimo Mochi con la madre Maria di Mariano Brunori. Gli eredi di Massimo Mochi con la di lui moglie (la nobildonna Agnese Sauve), abitano tale porzione del monumentale Palazzo Felici.